# Dyschirus edentulus
Dyschirus edentulus är en skalbaggsart som beskrevs av Jules Putzeys. Dyschirus edentulus ingår i släktet Dyschirus och familjen jordlöpare. Inga underarter finns listade i Catalogue of Life.